# Piaskowiec Wartowice
Piaskowiec Wartowice – piaskowiec wydobywany w kilku lokalizacjach w Wartowicach i w ich pobliżu, w gminie Warta Bolesławiecka, w powiecie bolesławieckim, w województwie dolnośląskim, w Polsce. Pod względem geologicznym leży w niecce północnosudeckiej. Jego wiek to górna kreda (koniak).
Miąższość ławic złóż piaskowca Wartowice waha się pomiędzy 13 a 19 m, a ich parametry pozwalają pozyskiwać kamień bloczny.

## Skład mineralogiczny
Głównymi minerałem budującym piaskowiec Wartowice jest kwarc. Spoiwo zróżnicowane, najczęściej krzemionkowe. Spotykane są także spoiwa krzemionkowo-ilaste, ilasto-żelaziste oraz ilasto-krzemionkowo-żelaziste.

## Cechy fizyczne
Piaskowiec Wartowice posiada strukturę różnoziarnistą (występują struktury drobno- i średnioziarniste). Po względem barwy dzieli go się na trzy odmiany: jasnokremową (bez przebarwień), kremową (z przebarwieniami plamistymi) oraz ciemnożółtą (z smużysto-plamistymi przebarwieniami wiśniowo-brązowymi).
- Gęstość 2,64 g/cm³
- Gęstość objętościowa 1,96-2,09 g/cm³
- Porowatość 17,6%
- Nasiąkliwość 5,6–9,2%
- Wytrzymałość na ściskanie 24,2–42,8 MPa
- Ścieralność na tarczy Boehmego 0,59–1,50 cm
- Mrozoodporność całkowita

## Historia
Początek eksploatacji sięga czasów średniowiecza (wzmianki o tutejszych kamieniołomach pojawiają się w XIV w.). Zakończono ją w 1960 i w 1993 ponownie wznowiono. Obecnie użytkowane są cztery złoża. Każde z nich posiada znaczne zasoby surowca.

## Zastosowanie
Piaskowiec Wartowice stosuje się w budownictwie, w rzeźbiarstwie oraz w drogownictwie.

### Przykłady zastosowania
Wybrane obiekty, w których wykorzystany był piaskowiec Wartowice:
- Gdańsk - stacja Gdańsk Główny
- Kraków:
  - Biblioteka Jagiellońska
  - poczta Kraków–Bronowice
- Opole – bank PKO BP
- Poznań:
  - Dyrekcja Poczty
  - Biblioteka Uniwersytecka
  - Muzeum Narodowe
  - Zamek Cesarski
- Szczecin – tarasy Wałów Chrobrego
- Świdnica – bank BZ WBK
- Wałbrzych – zamek Książ
- Wrocław:
  - Instytut Zoologiczny Uniwersytetu Wrocławskiego
  - kościół św. Karola Boromeusza
- Zgorzelec – Miejski Dom Kultury
- Berlin:
  - Reichstag
  - Uniwersytet Humboldtów
  - sąd w Berlinie Charlottenburgu
  - szpital Charité
  - zoo
- Drezno – gmach Deutsche Bank
- Poczdam – pałac Sanssouci - schody oranżerii
- Moskwa – salon Mercedes-Benz